# Jef Denyn
Joseph Guillaume François (Jef) Denyn (Mechelen, 19 maart 1862 - aldaar, 2 oktober 1941) was een Belgisch beiaardier.

## Achtergrond
Hij wordt geboren binnen het gezin van stadsbeiaardier Pierre Antoine Adolphe Denyn en Jeanne Julienne Weckers. Broer Edward Paul Nicolas Denyn (1869-1913) was eveneens beiaardier en schreef Prelude voor beiaard, maar bleef verder onbekend. Op 26 juni 1952 werd Denyn herdacht door de Mechelse gemeenteraad door een gedeelte van de Melaan te vernoemen tot Jef Denynplein.

## Muziek

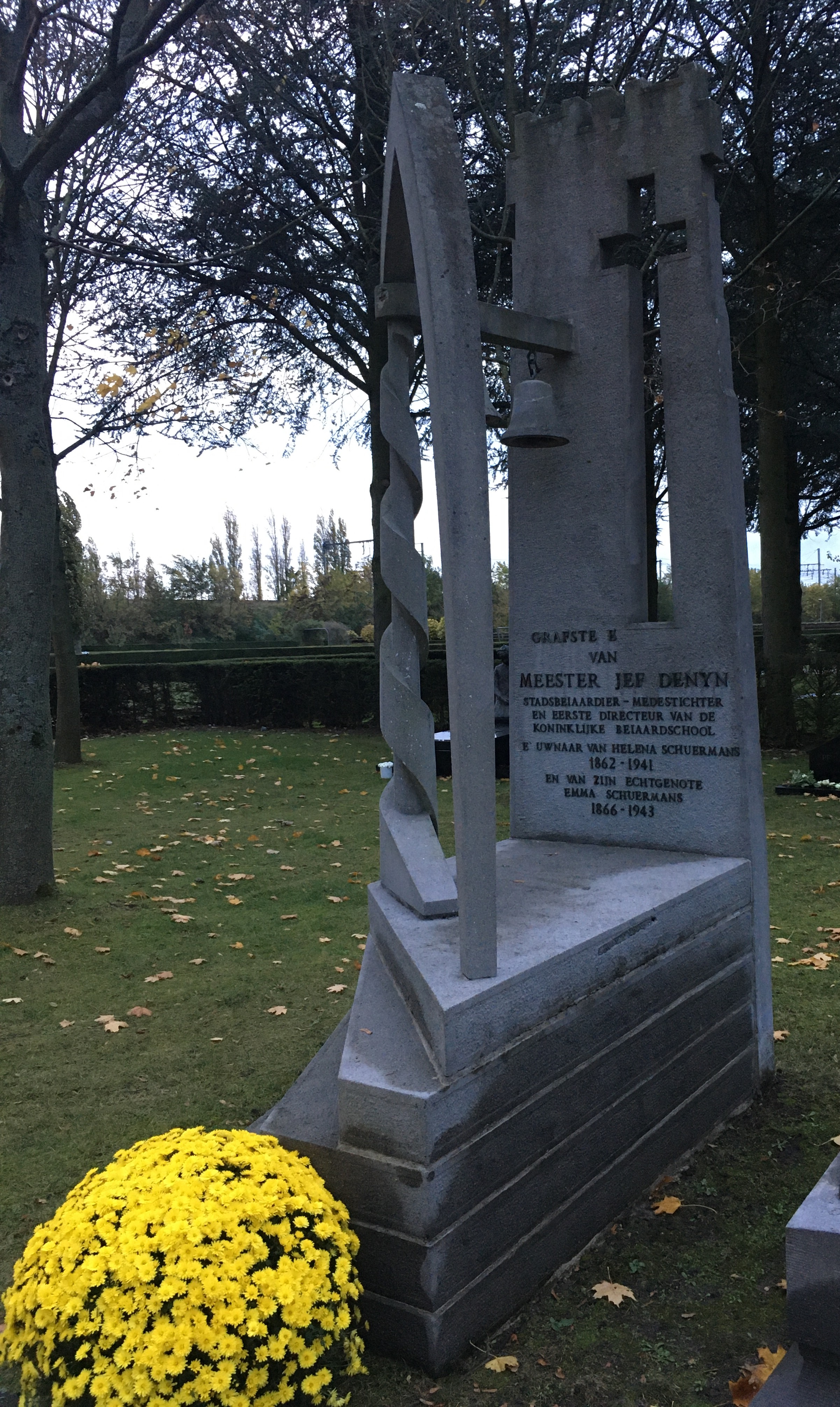
Het graf van Jef Denyn op de begraafplaats van Mechelen.

Hij volgde in 1887 zijn vanaf 1881 langzaam blind geworden vader op als stadsbeiaardier. Zijn vader had hem de eerste beginselen bijgebracht, maar Jef was grotendeels autodidact. Hij begon vanaf 1892 met de wekelijkse maandagavondbespelingen, dan wel zomeravondconcerten op de Sint-Romboutstoren die nog steeds plaatsvinden. Op verscheidene plaatsen, maar vooral in het Straatje zonder Eind, verdrong het publiek zich om te luisteren naar zijn klokkenklanken. Hij heeft de beiaardmuziek een plaats gegeven tussen de kunstmuziek. Hij wordt samen met zijn vader gezien als de ontwerper van de technologie die de moderne beiaard mogelijk maakte. Zijn vader zorgde voor de eerste kentering, zoon voor de afwerking. De zoon was daarbij voorstander van het zogenaamde tuimelaarsysteem. Zijn ideeën werden ook door andere toegepast of uitgewerkt.
Vanaf 1897 vinden in Mechelen door hem en zijn geestverwanten internationale beiaardwedstrijden georganiseerd. Deze bestaan nog altijd en werden ook elders overgenomen. De prestaties bleken sterk afhankelijk te zijn van de tractuur van de desbetreffende beiaard. De tweede wedstrijd vond in 1910 te Brussel plaats. Dergelijke wedstrijden worden in Nederland sinds 1927 georganiseerd.

### Mechelen beiaardstad
Mechelen, aantrekkelijkheden, de voorloper van de Dienst voor toerisme, verzorgde de publiciteit, hotels boden beiaardarrangementen en er kwamen speciale beiaardtreinen. De kranten kondigden telkens na het voorbije concert dagelijks het programma van het volgende aan. De tovenaar in de toren maakte ook in Amerika furore. Op korte tijd vestigde hij de reputatie van Mechelen als beiaardstad. Hij had tevens oog voor de toekomst en ijverde voor degelijk beiaardonderwijs. De stichting van de Beiaardschool Mechelen was dan ook een mooi cadeau om in 1922 zijn 35-jarig ambtsjubileum te vieren.

### Composities
Van zijn hand verscheen een beperkt aantal composities met name voor carillon. Titels daarbij zijn Ave Maria, Andante cantabile en Siliciano. Van zijn drie preludes werd de derde nooit uitgeschreven, maar er is wel een plaatopname van.
- Bibliothèque nationale de France: cb138231293 (data)
- Digitale Bibliotheek voor de Nederlandse Letteren: deni008
- Gemeinsame Normdatei: 1128630648
- International Standard Name Identifier: 0000 0000 6092 1056
- MusicBrainz: fe94edf5-c99f-4498-9ca9-8c8f8c5c96e9
- Nederlandse Thesaurus van Auteursnamen: 14676935X
- Virtual International Authority File: 88075287
- WorldCat: E39PBJbWywphKwW4wQQF9rY773